# Lucas Hufnagel
Pour les articles homonymes, voir Hufnagel.
Lucas Hufnagel, né le 29 janvier 1994 à Munich en Allemagne, est un footballeur international géorgien, possédant également la nationalité allemande. Il évolue au poste de milieu offensif au SpVgg Unterhaching.

## Carrière

### En club
En décembre 2015, Lucas Hufnagel prolonge son contrat avec le SC Fribourg jusqu'en 2018,.

### En sélection
D'un père allemand et d'une mère géorgienne, il joue avec les sélections des moins de 17 ans et des moins de 19 ans géorgiens. Il honore sa première sélection le 11 novembre 2015 lors d'un match amical contre l'Estonie.

## Statistiques
| Saison                | Club                  | Championnat           | Championnat | Championnat | Coupe(s) nationale(s) | Coupe(s) nationale(s) | Géorgie | Géorgie | Total | Total |
| Saison                | Club                  | Division              | M.          | B.          | M.                    | B.                    | M.      | B.      | M.    | B.    |
| 2012-2013             | SpVgg Unterhaching    | 3. Liga               | 1           | 0           | 0                     | 0                     | -       | -       | 1     | 0     |
| 2013-2014             | SpVgg Unterhaching    | 3. Liga               | 18          | 1           | 0                     | 0                     | -       | -       | 18    | 1     |
| 2014-2015             | SpVgg Unterhaching    | 3. Liga               | 29          | 3           | 0                     | 0                     | -       | -       | 29    | 3     |
| Sous-total            | Sous-total            | Sous-total            | 48          | 4           | 0                     | 0                     | -       | -       | 48    | 4     |
| 2015-2016             | SC Fribourg           | 2. Bundesliga         | 19          | 1           | 2                     | 0                     | 1       | 0       | 22    | 1     |
| 2016-2017             | SC Fribourg           | Bundesliga            | 0           | 0           | 0                     | 0                     | -       | -       | 0     | 0     |
| Sous-total            | Sous-total            | Sous-total            | 19          | 1           | 2                     | 0                     | 1       | 0       | 22    | 1     |
| Total sur la carrière | Total sur la carrière | Total sur la carrière | 67          | 5           | 2                     | 0                     | 1       | 0       | 70    | 5     |

## Palmarès
Il remporte le championnat d'Allemagne de deuxième division en 2015-2016 avec le SC Fribourg.